# Charles Gondouin
Charles Marius Numa Adolphe Gondouin (ur. 21 lipca 1875 w Paryżu, zm. 24 grudnia 1947 w Paryżu) – francuski rugbysta grający na pozycji łącznika młyna, olimpijczyk, zdobywca złotego medalu w turnieju rugby union i srebrnego w przeciąganiu liny na Letnich Igrzyskach Olimpijskich w 1900 roku w Paryżu, mistrz Francji w 1900 i 1902 roku.
Sędziował finał mistrzostw Francji sezonu 1913/1914, w tym samym roku poprowadził również mecz rugby pomiędzy Oxford i Cambridge, przez co uważany jest za pierwszego francuskiego sędziego międzynarodowego. Był współautorem książki Le football: rugby, américain, association opisującej trzy odmiany futbolu: amerykański, rugby i piłkę nożną.
Podczas I wojny światowej służył w Camp d’Avord.

## Kariera sportowa
W trakcie kariery sportowej reprezentował klub Racing Club de France, z którym zdobył tytuł mistrza Francji w 1900 i 1902 roku.
Ze złożoną z paryskich zawodników reprezentacją Francji zagrał w turnieju rugby union na Letnich Igrzyskach Olimpijskich 1900. Wystąpił w jednym meczu tych zawodów – 28 października Francuzi wygrali z Brytyjczykami 27:8. Wygrywając oba pojedynki Francuzi zwyciężyli w turnieju zdobywając tym samym złote medale igrzysk.
Podczas tych igrzysk 16 lipca wziął również udział w zawodach w przeciąganiu liny, w których francuska drużyna zdobyła srebrny medal przegrywając z mieszanym zespołem szwedzko-duńskim.
Uprawiał także golf i tenis.